# Harlaxton Manor
Harlaxton Manor est une maison de campagne victorienne à Harlaxton, dans le Lincolnshire, en Angleterre. Elle est construite pour Gregory Gregory, un écuyer et homme d'affaires local. Gregory emploie deux des principaux architectes de l'Angleterre victorienne, Anthony Salvin et William Burn et consulte un troisième, Edward Blore, lors de sa construction. Son architecture, qui combine des éléments de style jacobéen et élisabéthain avec une décoration baroque, la rend unique parmi les maisons jacobétaines d'Angleterre. Harlaxton est un bâtiment classé Grade I sur la liste du patrimoine national d'Angleterre, et de nombreuses autres structures du domaine sont également répertoriées. Le parc et les jardins environnants sont classés Grade II* sur le registre des parcs et jardins historiques. C'est maintenant le campus britannique de l'Université d'Evansville.

## Histoire
Harlaxton est d'abord enregistré dans le Domesday Book sous le nom de Harleston. Le manoir actuel est le deuxième Harlaxton Manor. Le premier est construit sur un site différent au XIVe siècle et est utilisé comme pavillon de chasse par Jean de Gand. En 1619, Sir Daniel de Ligne achète le manoir. La maison d'origine est abandonnée après 1780, elle passe à Gregory Gregory et est démolie en 1857.

### Famille Gregory
Gregory Gregory (1786–1854) est né Gregory Williams, adoptant le nom de famille Gregory lorsqu'il hérite des biens de son oncle. Son père est William Gregory Williams (1742-1814) et sa mère Olivia Preston (1758-1835). En 1822, Gregory hérite du manoir Harlaxton et d'autres biens de son oncle George de Ligne Gregory (1740–1822). Le manoir Harlaxton d'origine est un ancien bâtiment qui avait besoin de réparations, Gregory n'a donc pas emménagé dans la maison, vivant dans le Hungerton Hall voisin. En 1831, il charge l'architecte Anthony Salvin de construire son manoir, un processus qui dure 20 ans. Célibataire, sans enfant, sans intérêt pour les activités traditionnelles de la campagne et peu enclin à socialiser et à se divertir, la construction de Harlaxton et l'acquisition d'éléments architecturaux, de peintures, de meubles et de verre pour l'aménager deviennent la passion dévorante de Gregory.
En 1851, Gregory emménage dans le manoir achevé avec une équipe de quatorze serviteurs dont un majordome, un gardien, trois valets de pied, sept domestiques et deux palefreniers. Il meurt en 1854. Son cousin, George Gregory, hérite de la maison. Gregory qui déteste son cousin, tente de léguer Harlaxton à un ami mais n'a pas pu briser l'Entail sur le domaine. George Gregory (1775–1860) est né à Londres, fils de Daniel Gregory (1747–1819). George ne suit pas son père en tant que marchand et achète plutôt un domaine dans le Lincolnshire. En 1825, à l'âge de 50 ans, il épouse Elizabeth Price, de vingt ans sa cadette. Ils déménagent à Harlaxton après qu'il a reçu son héritage. Avec d'autres propriétaires de grandes maisons de la région, George décide d'ouvrir la maison aux visiteurs. George meurt en 1860 au manoir et un autre parent éloigné, John Sherwin Gregory, hérite de la maison.
John Sherwin Gregory (1803–1869) est né John Sherwin Longden, fils de John Longden et Charlotte Mettam. Son père hérite du manoir de Bramcote dans le Nottinghamshire. À la mort de son père en 1818, John reçoit la propriété Bramcote, changeant son nom de famille en Sherwin, devenant John Sherwin Sherwin. En 1829, il épouse Catherine Holden. Le couple vit à Bramcote jusqu'à ce qu'il hérite de Harlaxton en 1860, date à laquelle Sherwin change de nouveau son nom de famille, devenant John Sherwin Gregory.
John est décédé en 1869 et Catherine continue à vivre au Harlaxton Manor jusqu'à sa mort en 1892 à l'âge de 86 ans. Sa nécrologie indique qu'elle est hautement considérée comme une bienfaitrice, à la fois de l'église de Harlaxton et des malades et des pauvres de la paroisse. Quand elle meurt en 1892, Thomas Sherwin Pearson, qui est le cousin et filleul de John Sherwin Gregory, hérite du manoir. Thomas ajoute Gregory à son nom de famille, devenant Thomas Sherwin Pearson Gregory (1851–1935). Il est né à Barwell, dans le Leicestershire, fils du général Thomas Hooke Pearson et de Francis Elizabeth Ashby Mettam. Le grand-père de Thomas, le révérend George Metttam, est le frère de Charlotte Mettam, la mère de John Sherwin Gregory, et est le cousin de John. Thomas fait ses études à Rugby School et à l'Université d'Oxford, devenant un joueur de cricket de première classe. En 1885, il épouse Mabel Laura Payne et en 1892, s'installe à Harlaxton avec sa femme et leur fils Philip John Sherwin Pearson-Gregory (1888-1955), qui lui-même hérite du domaine en 1935. Philip décide de ne pas vivre dans la maison et, à la suite d'une vente aux enchères du contenu qui dure trois jours, elle est vendue en 1937.

### XXesiècle
Violet Van der Elst, une femme d'affaires et inventrice, fait fortune en développant la première crème à raser sans brosse et se fait connaitre en faisant campagne contre la peine capitale. Elle restaure la maison, l'ayant renommée Grantham Castle, et la fait brancher pour l'électricité, avant de perdre la quasi-totalité de sa fortune dans un "litige obsessionnel". Pendant la Seconde Guerre mondiale, Harlaxton est réquisitionné par la Royal Air Force comme mess des officiers pour RAF Harlaxton et plus tard pour abriter une compagnie de la 1st Airborne Division. En 1948, Harlaxton est acheté par la Compagnie de Jésus, qui l'utilise comme noviciat. L'Université Stanford loue Harlaxton Manor des Jésuites en 1965 et avec seulement 80 étudiants dans sa première année, c'est la première université américaine en Grande-Bretagne. Stanford utilise le manoir dans le cadre de son programme d'études britanniques à l'étranger. Mais l'isolement relatif de la maison la rend impopulaire et le programme part à Cliveden dans le Berkshire en 1969,.
Harlaxton appartient maintenant à l'Université d'Evansville, fonctionnant sous le nom de Harlaxton College, et est la base de leur programme d'études à l'étranger. Un certain nombre d'autres universités américaines utilisent également le domaine. Evansville commence à utiliser la propriété en 1971 comme campus britannique, mais elle est achetée personnellement par William Ridgway, un administrateur de l'université, et détenue par lui jusqu'à ce qu'il en fasse don à l'université en 1986. Immédiatement après l'achat, l'université commence à rénover l'ensemble des installations. Depuis 1984, Harlaxton Manor est également le site du Harlaxton Medieval Symposium annuel, un symposium interdisciplinaire sur l'art, la littérature et l'architecture médiévaux. La maison et les jardins sont parfois ouverts pour des visites publiques.
Le manoir est un lieu de tournage populaire. Des plans extérieurs et intérieurs sont dans Dieu et mon droit, The Last Days of Patton, Le Cavalier masqué, Hantise, The Young Visiters et Le Jardin secret.

## Architecture et descriptif

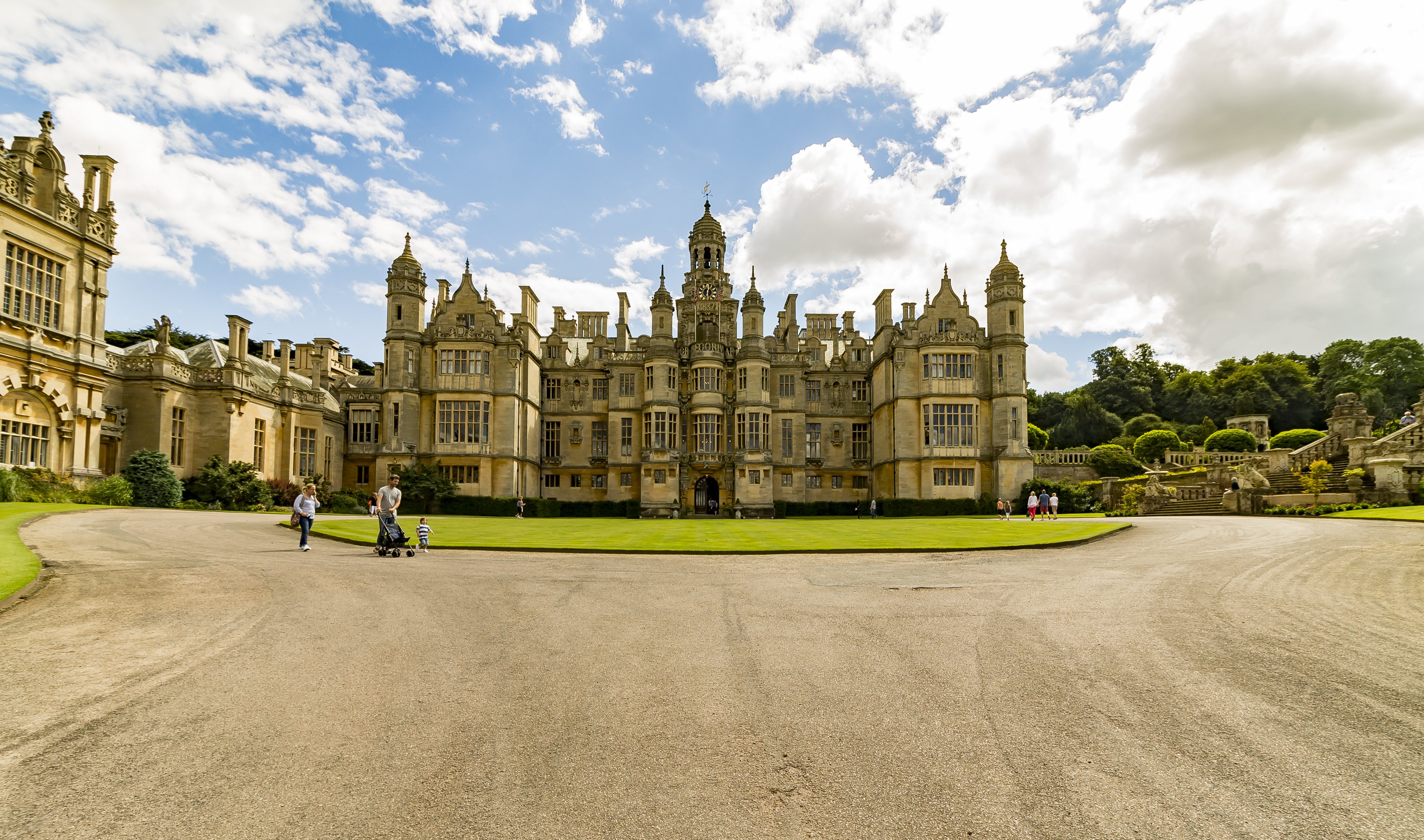
La façade d'entrée

Nicholas Antram, dans son volume révisé du Lincolnshire des Pevsner Buildings of England publié en 2002, décrit l'approche du Harlaxton Manor comme un "crescendo d'effets". Depuis les portes d'entrée sur l'A607, juste à l'extérieur du village de Harlaxton, le spectateur descend dans une vallée avant de traverser un lac serpentin au moyen d'un pont à cinq arches. Il passe ensuite par les potagers avant de passer par une guérite extérieure. Le chemin se prolonge devant les écuries avant d'entrer dans la Cour d'honneur par une seconde guérite double, qualifiée par Antram de « spectacle pyrotechnique ». Le visiteur est alors confronté à la "façade imposante" de la maison principale. Gregory emploie trois des principaux architectes de l'ère victorienne pour réaliser ses effets; Anthony Salvin est responsable de la majorité des travaux extérieurs, Edward Blore est consulté et William Burn est chargé de la véranda et de la cuisine. Il y a un débat parmi les historiens de l'architecture quant à savoir qui est responsable de la conception des intérieurs. Salvin a été licencié au moment de leur installation, et Burn semble peu probable. Historic England suggère que Gregory "a agi en grande partie comme son propre architecte"  et Antram et Mark Girouard conviennent que Gregory doit avoir apporté une contribution majeure,. Mais Jill Allibone, le biographe de Salvin, est certain que Gregory seul n'aurait pas pu être responsable des conceptions extraordinaires.
La maison a coûté Gregory autour de 100 000 £ (9 210 000 £ en 2015 corrigé de l'inflation) une somme importante pour un propriétaire foncier avec un revenu annuel de 12 000 £, mais comme cela s'est fait sur 30 ans à un rythme tranquille, la somme est abordable grâce à ses revenus.

### Extérieur
Harlaxton est construit selon un plan en E élisabéthain. La première pierre du bloc central principal est posée par Gregory en 1832 et elle est terminée à l'extérieur en 1837. Tout cela est d'Anthony Salvin, avec la contribution de Gregory. Les principaux matériaux de construction sont la pierre de taille et la brique d'Ancaster. Salvin rehausse la façade d'entrée en mettant l'entrée au niveau du sous-sol, l'élévation de jardin correspondante derrière s'ouvre directement sur un parterre. Le style architectural principal est celui d'une maison prodige élisabéthaine ou jacobethane, comme Burghley ou Wollaton Hall à proximité dans le Nottinghamshire, bien qu'avec des influences européennes notables. Mark Girouard, dans son étude de 1979, The Victorian Country House, rapporte que Gregory a visité « Bramshill, Hardwick, Hatfield, Knole, Burghley, Wollaton, Kirby Lonleat, Temple Newsam et les collèges d'Oxford et de Cambridge » à la poursuite de l'inspiration élisabéthaine. Le caractère unique de Harlaxton, cependant, est la fusion des styles élisabéthain et jacobéen avec l'architecture et le design du baroque. Girouard note que ce mélange continue "dans des proportions variables tout au long de la maison" et suggère David Bryce, l'assistant en chef de William Burn, comme une source possible.

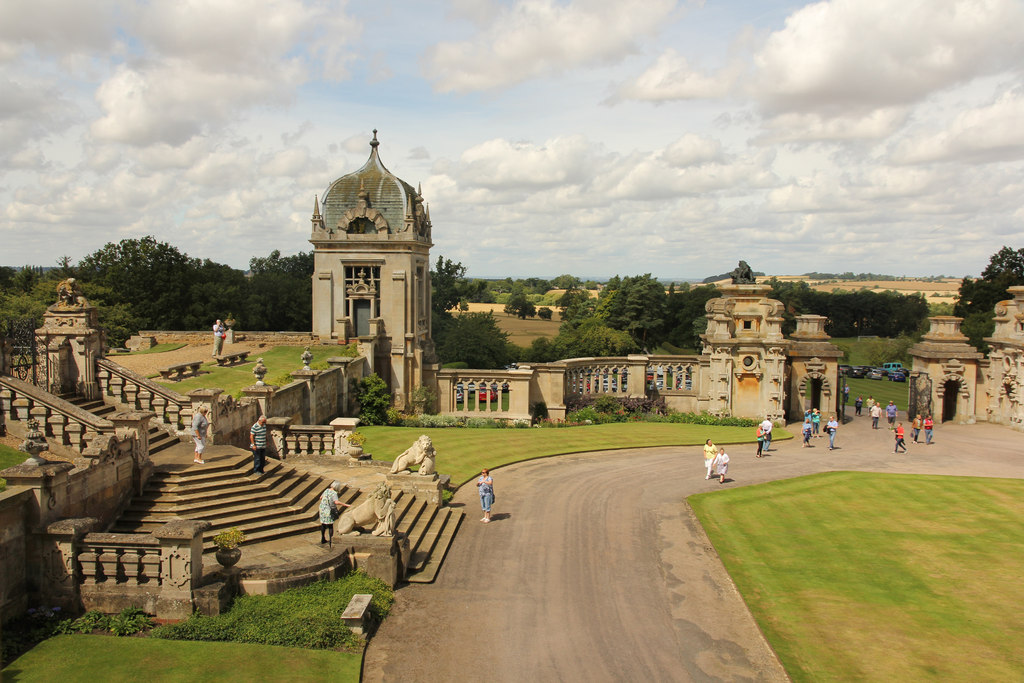
Parvis avec belvédère de Burn

La façade d'entrée est constituée d'un corps de logis central percé d'un oriel à deux étages flanqué de tours à trois étages percées de baies vitrées et surmontées de coupoles. Le portail est encadré par deux pilastres. Derrière celle-ci se dresse une tour carrée, avec une tourelle octogonale contenant une horloge et se terminant à nouveau par une coupole. Les sources de tous ces éléments peuvent être retracées : l'impression générale est celle de Burghley House ; les pilastres sont la copie d'une œuvre architecturale allemande du XVIe siècle, l'Architectura de Wendel Dietterlin, dont Gregory est connu pour avoir possédé une copie, l'oriel provient de Hengrave Hall dans le Suffolk. Antram identifie également des éléments de Northumberland House et de Stonyhurst. À gauche se trouve une aile de service de Burn, qui est visuellement équilibrée par un belvédère à droite, tiré de Wollaton Hall.
Au moment où Gregory commence la construction de l'entrée de la cour d'honneur, Salvin est congédié. La raison n'est pas claire, mais le consensus parmi les historiens de l'architecture est que les désaccords sur les plans futurs de Gregory pour la conception et la décoration de sa maison conduisent à une séparation. Après quelques consultations avec Edward Blore, Gregory emploie William Burn. Historic England attribue à Burn, à son assistant David Bryce et à Gregory lui-même la conception de la passerelle. Antram considère que les loges et l'écran ne ressemblent à rien d'autre en Angleterre à cette date, et ne sont comparables qu'au travail de John Vanbrugh au palais de Blenheim. La passerelle centrale est flanquée de deux pavillons avec des arcades percées et des pavillons plus grands de chaque côté. Les loges extérieures sont surmontées de "consoles à volutes [supportant] des sacrophages... à l'échelle gargantuesque".
La guérite extérieure est plus ancienne et est conçue par Salvin dans un style néo-Tudor beaucoup plus sobre.

### Intérieur

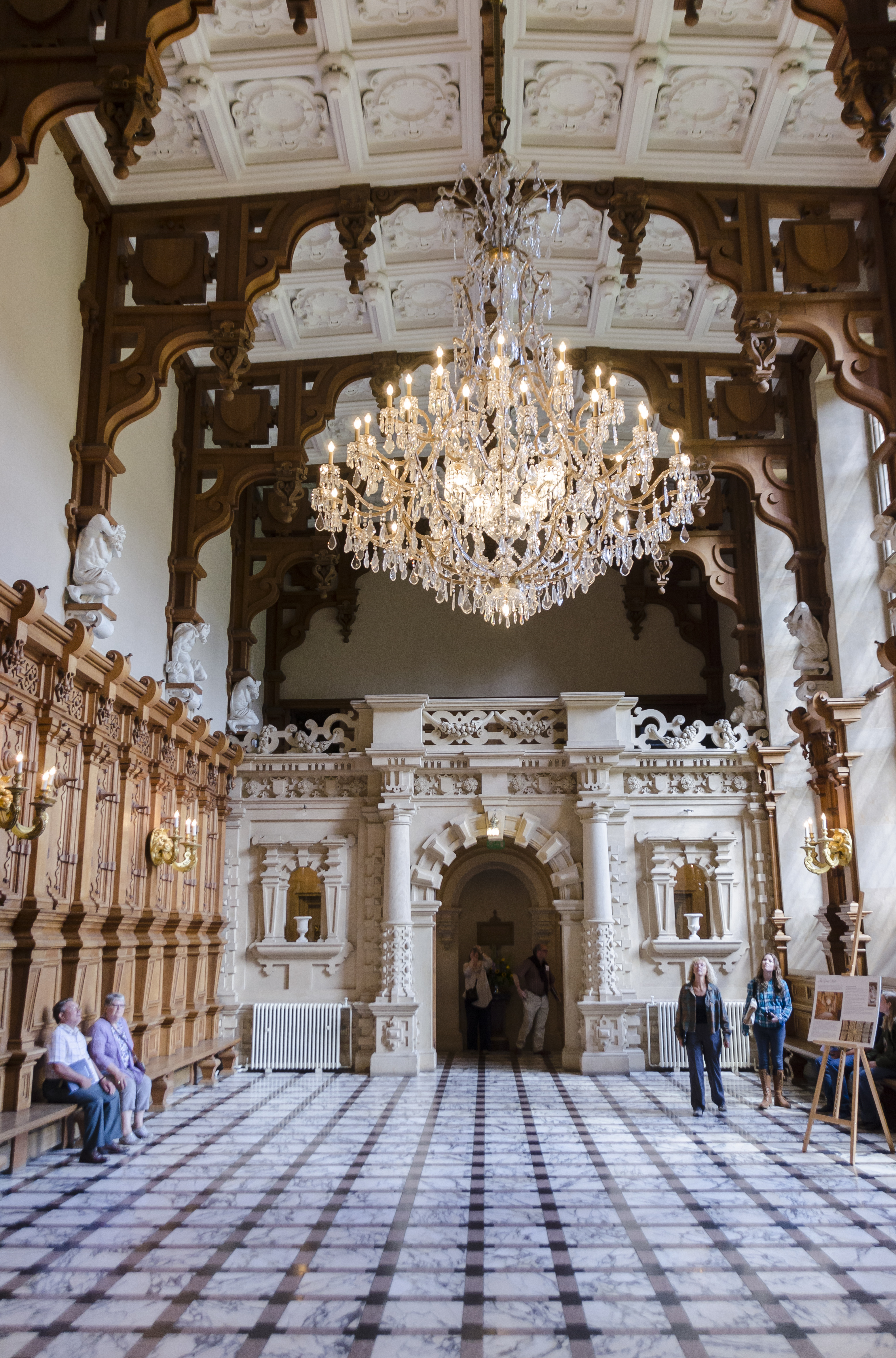
La grande salle

Les intérieurs de Harlaxton sont créés par Salvin, Burn, Bryce et peut-être d'autres, tous influencés par Gregory lui-même. Jill Franklin, dans son étude de 1981, The Gentleman's Country House and its plan 1835-1914, écrit sur la nature inhabituelle de l'aménagement intérieur de Harlaxton. Constatant qu'il n'y a pas de moyen de circulation facile et que le hall d'entrée, seul espace public au rez-de-chaussée avant, mène par des volées d'escaliers à deux paliers mal placés, par lesquels on accède aux principales pièces de réception de la maison par des portes à flèche dissimulées, elle suggère que la maison a toujours été en fait conçue pour le spectacle, plutôt que pour y vivre; "une visite guidée, le visiteur poussant des cris de surprise ravis à chaque porte qui s'ouvre à la volée".
Au début du XIXe siècle, Gregory aurait occupé un poste à l'ambassade britannique à Paris. Pendant son séjour, et profitant des prix bon marché occasionnés par la fin des guerres napoléoniennes, il se lance dans une frénésie d'achats, "de lambris, de cheminées, de meubles et de tapisseries en grande quantité". Il a également beaucoup voyagé, "jusqu'à Constantinople et la Crimée ", s'intéressant particulièrement à l'architecture baroque de l'Allemagne et de l'Autriche.
L'entrée de la maison se fait par le hall d'entrée de Salvin, situé au sous-sol. Des escaliers montent au premier étage où l'on pénètre dans la grande salle par un passage à écrans de pierre. L'inspiration principale de ce que Gregory appelle The Barons' Hall est celle d'Audley End House dans l'Essex, mais la conception et la décoration ont des éléments résolument baroques tels que les " atlantes musclés" soutenant les fermes du toit. D'autres éléments décoratifs sont plus traditionnels, le vitrail de la fenêtre est de Thomas Willement et représente l'héraldique et l'ascendance de Gregory. Le lustre est une introduction ultérieure, achetée par Mme Van Elst, lorsque son transport vers la destination prévue, un palais à Madrid, est interrompu par la guerre civile espagnole.

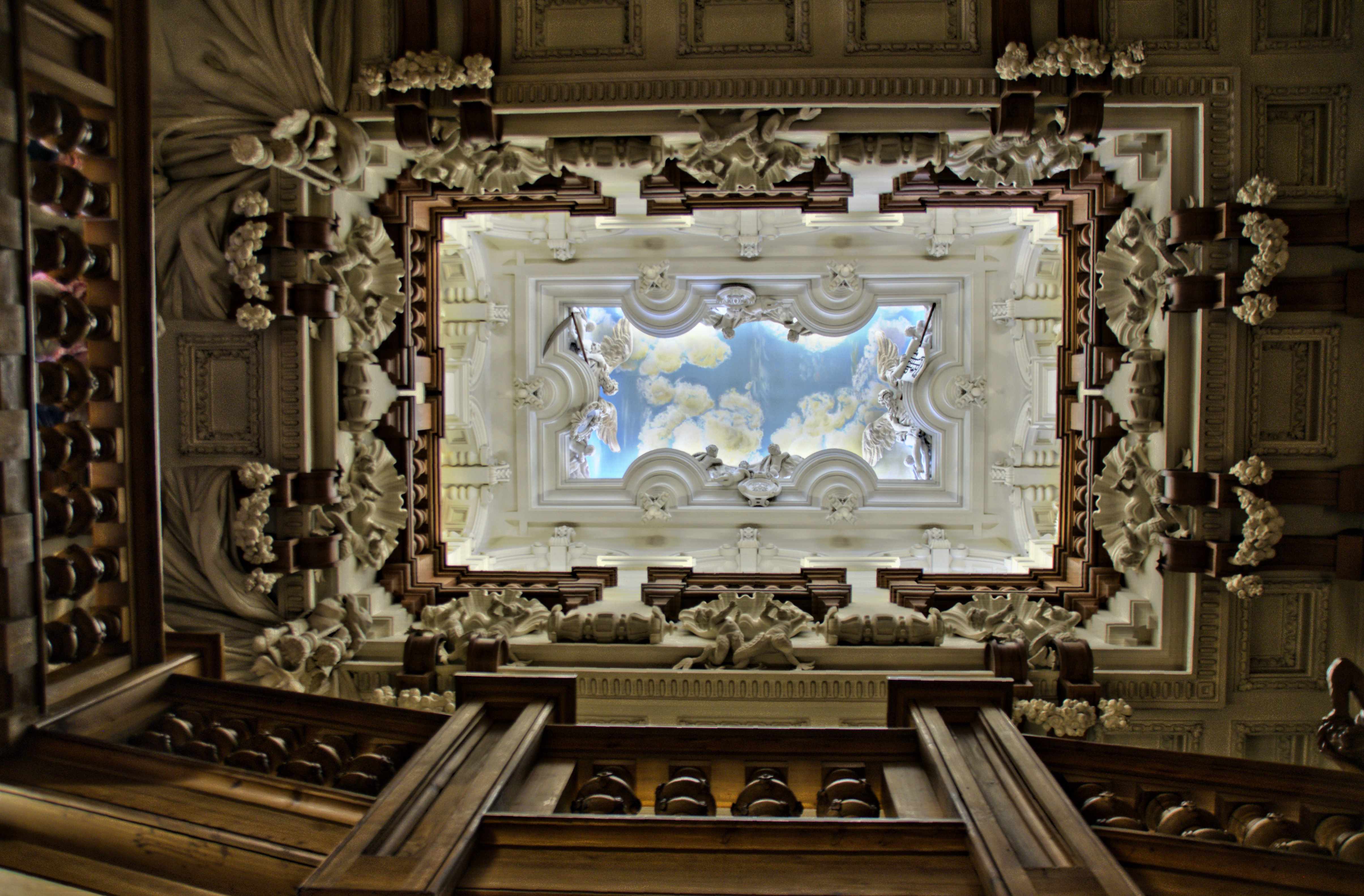
L'escalier de cèdre

L'escalier en cèdre est placé dans une tour invisible de l'extérieur. Il semble s'élever de trois étages complets dans ce que Michael Hall, dans son étude de 2009, The Victorian Country House appelle un " tour de force étonnamment théâtral". Il s'agit en fait d'un trompe-l'œil, car l'étage supérieur n'est qu'un dispositif décoratif et ne mène nulle part, aboutissant à un faux ciel. La décoration est entièrement baroque ; "des rideaux festonnés entrelacés de putti florissants soufflant des trompettes et soutenant d'énormes coquilles Saint-Jacques". Franklin note que le style étonnerait dans une église allemande mais est extraordinaire dans une maison de campagne anglaise. Les plâtres, ici et ailleurs dans la maison, sont peut-être de la firme Bernasconi, une firme londonienne d'origine italienne. Une théorie alternative est que Salvin, qui est connu pour avoir visité la Bavière en 1835, a ramené des artisans allemands locaux pour entreprendre le travail, mais les historiens de l'architecture favorisent la première suggestion. La société Bernasconi avait certainement l'expérience nécessaire, ayant été employée à la fois au palais de Buckingham et au Château de Windsor.

## Galerie

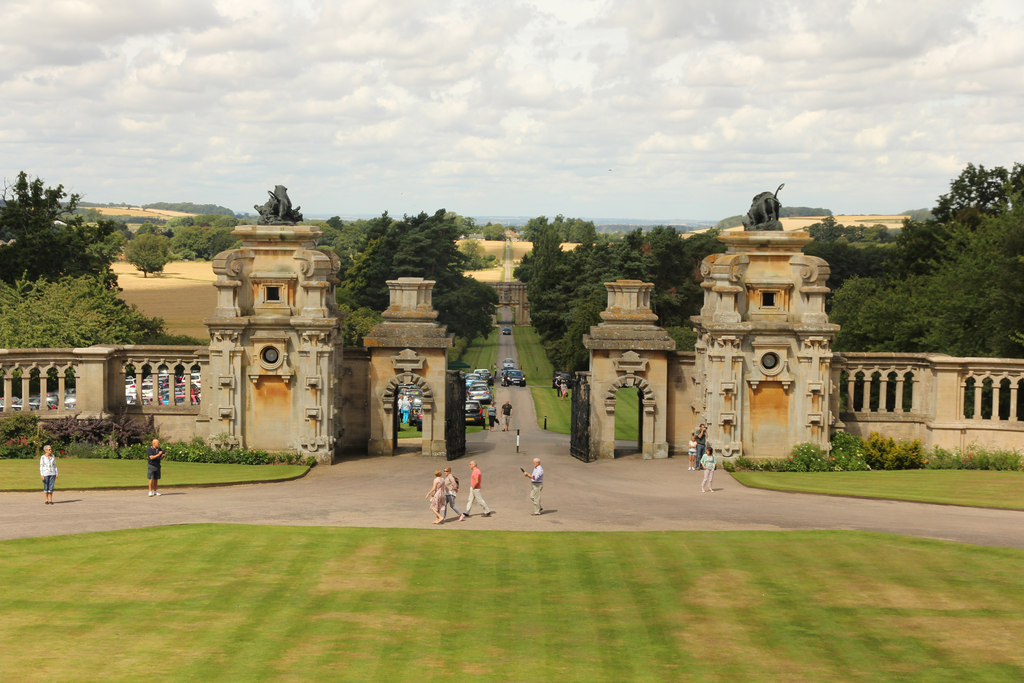
Les portes intérieures sur le parvis
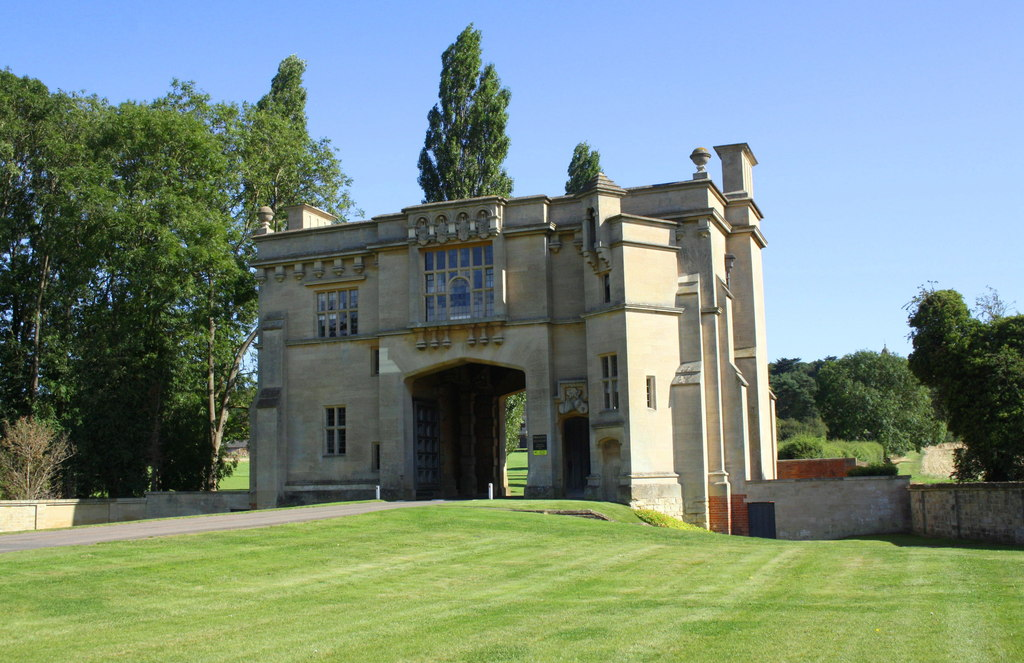
Porte extérieure Tudor de Salvin
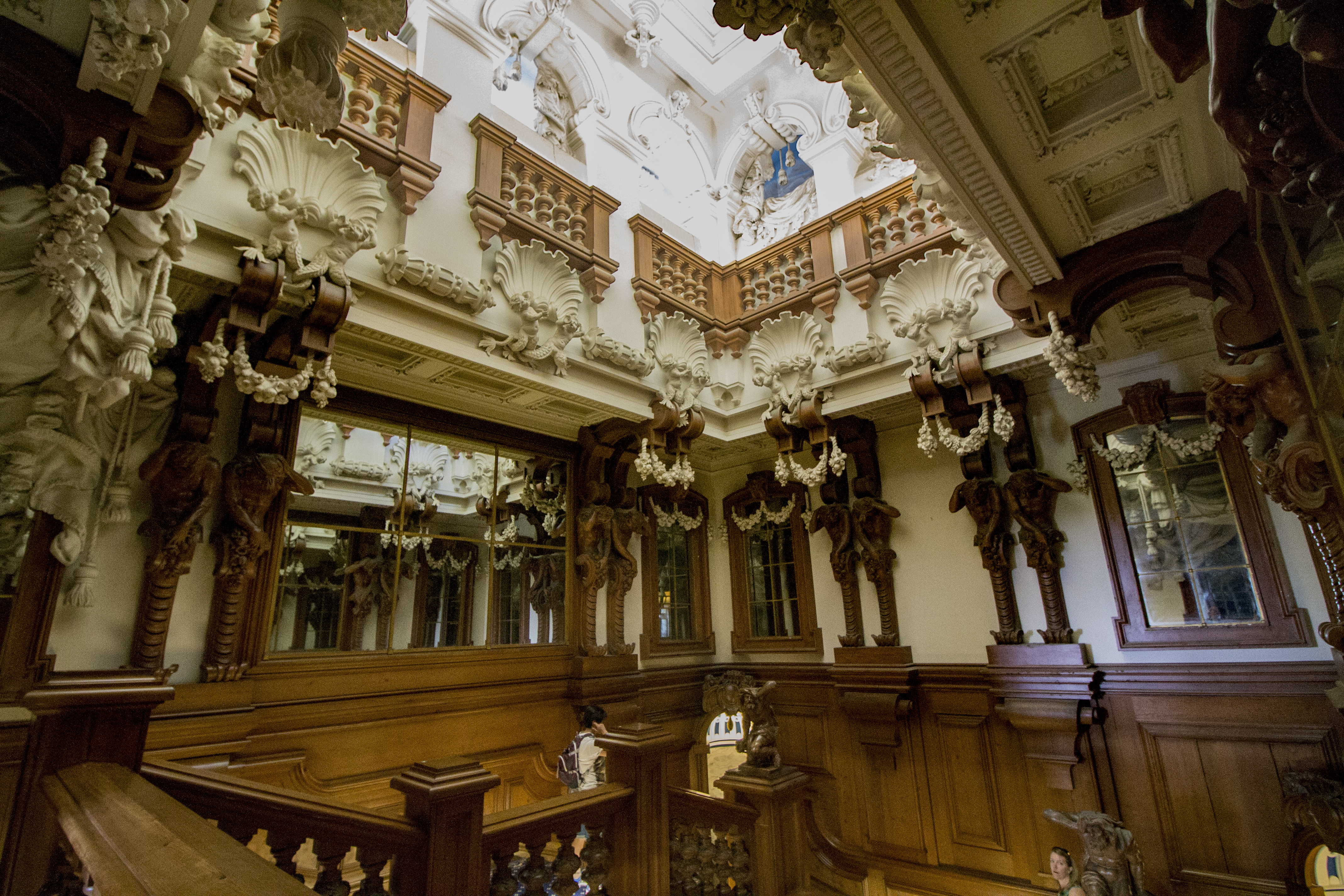
L'escalier en cèdre
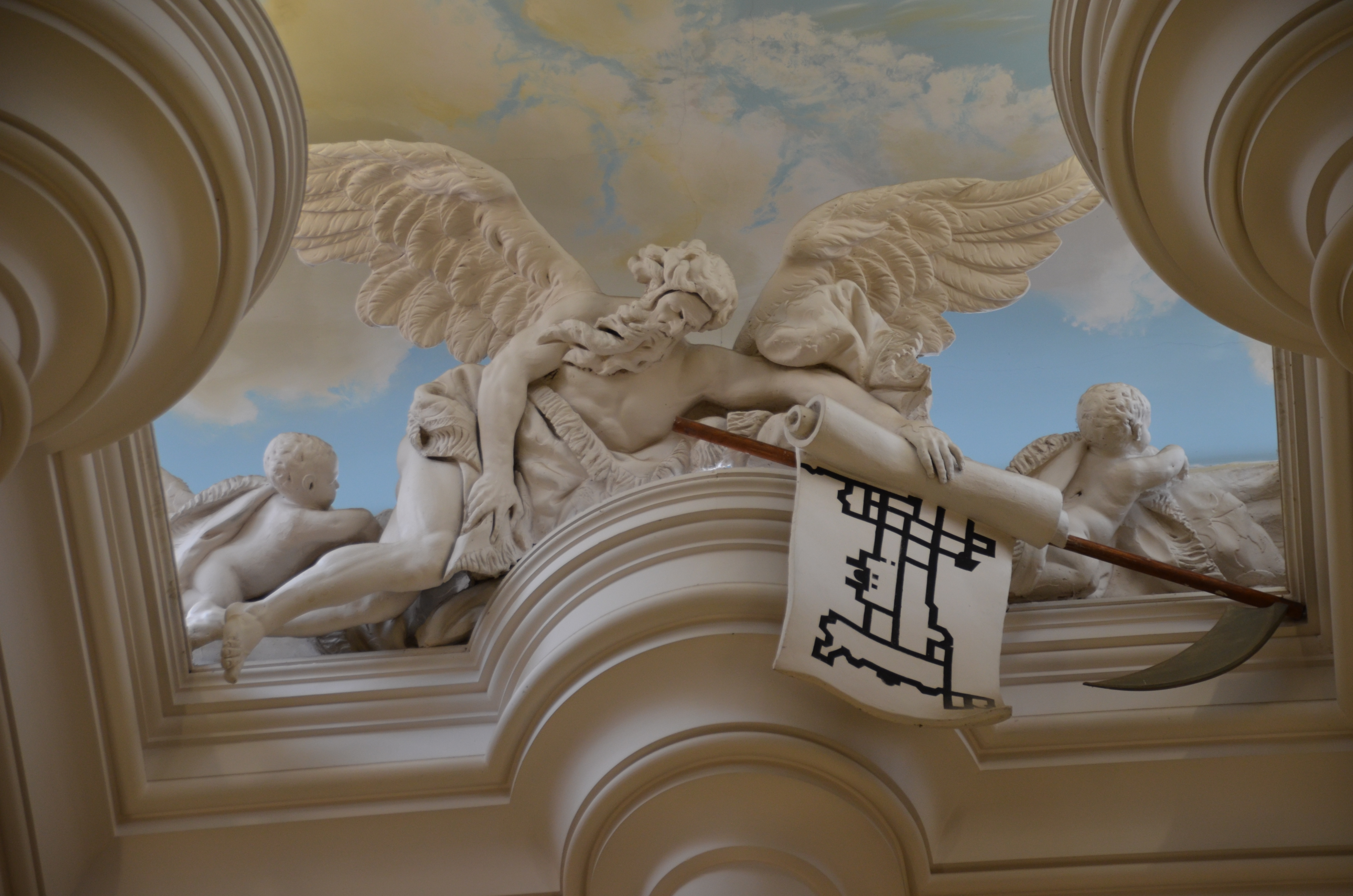
Father Time, en haut de l'escalier de cèdre, tenant un plan de Harlaxton
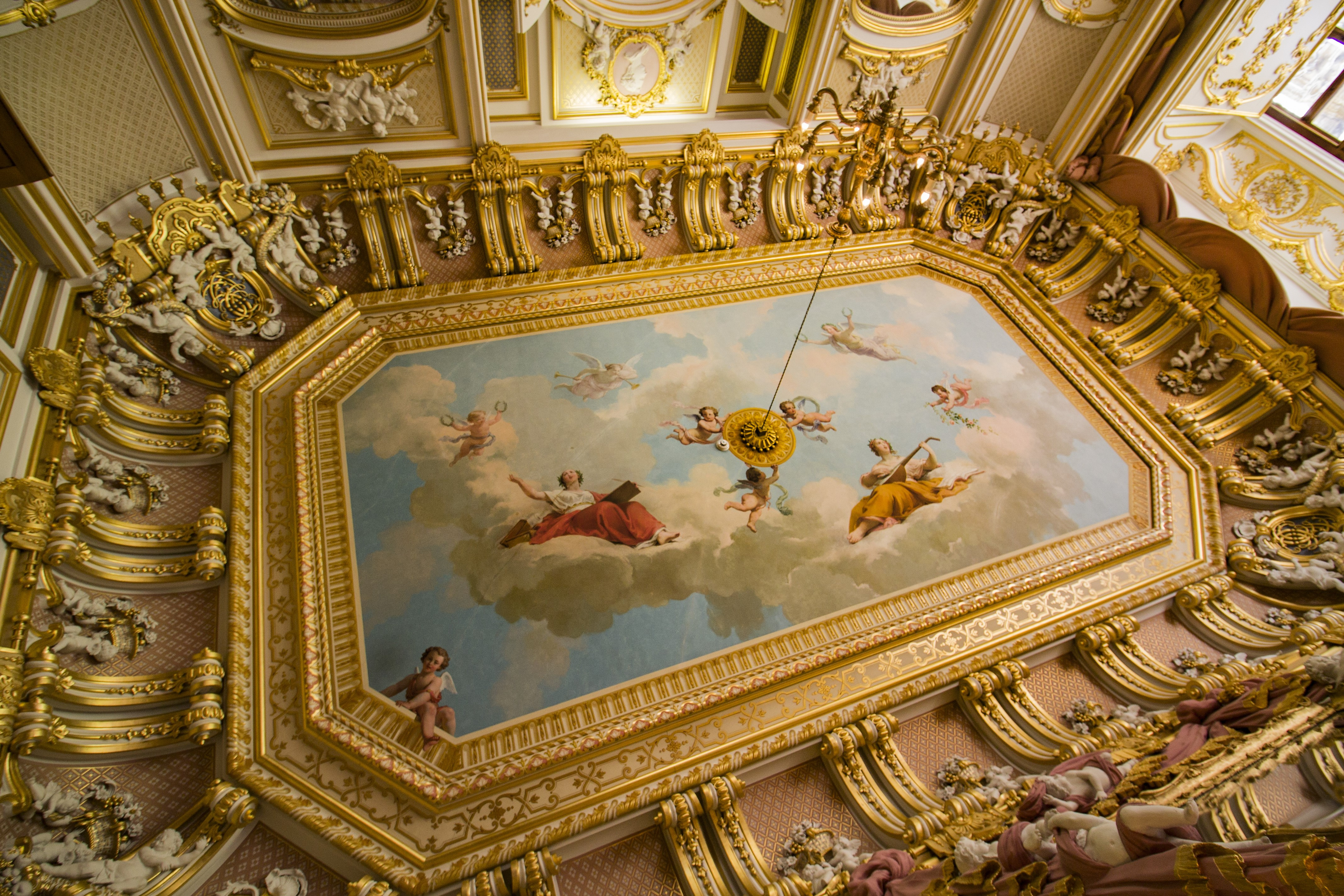
Plafond du salon d'or
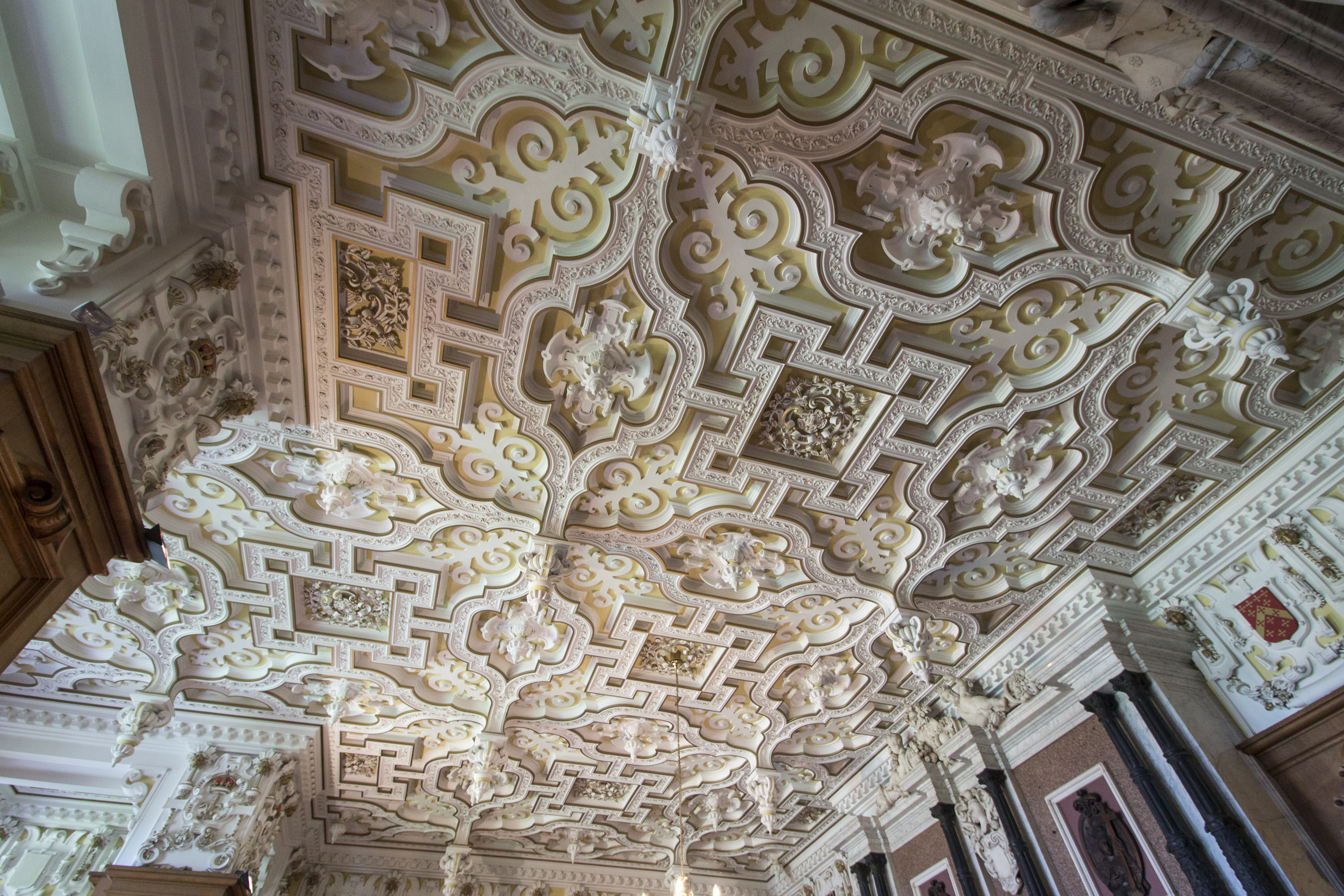
Plafond de l'antichambre
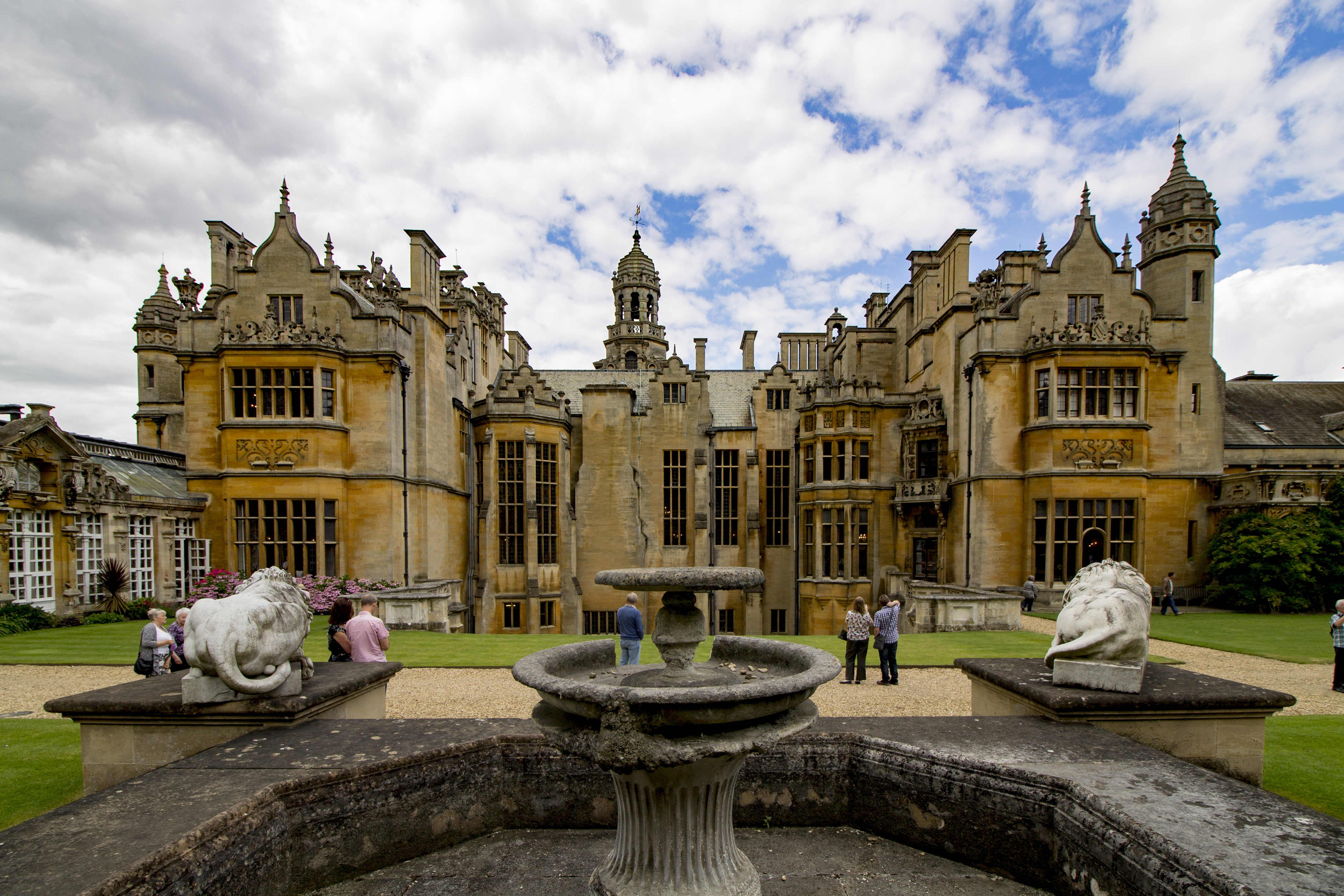
La façade du jardin
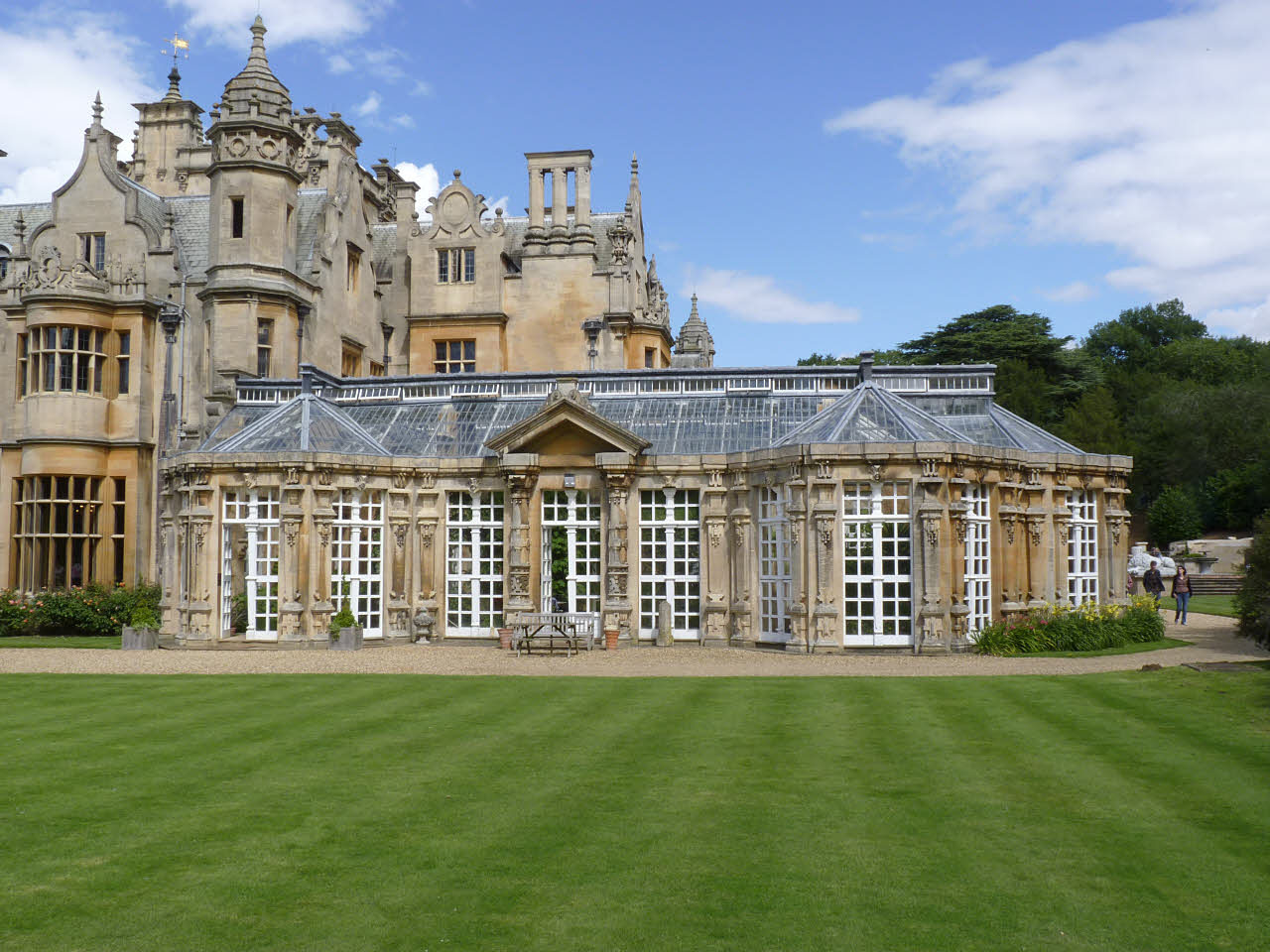
Conservatoire de Burn
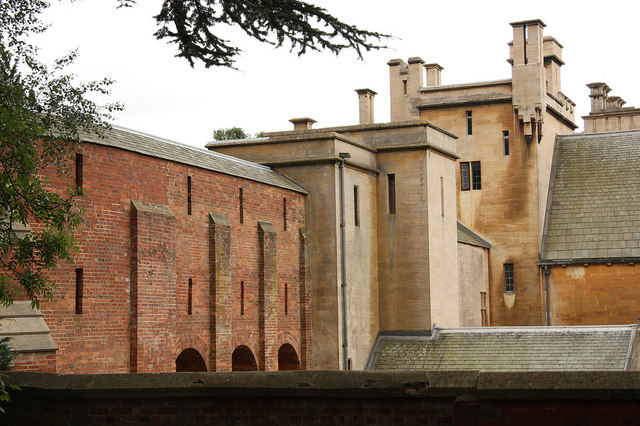
Le viaduc de service qui amène le chemin de fer miniature dans la maison
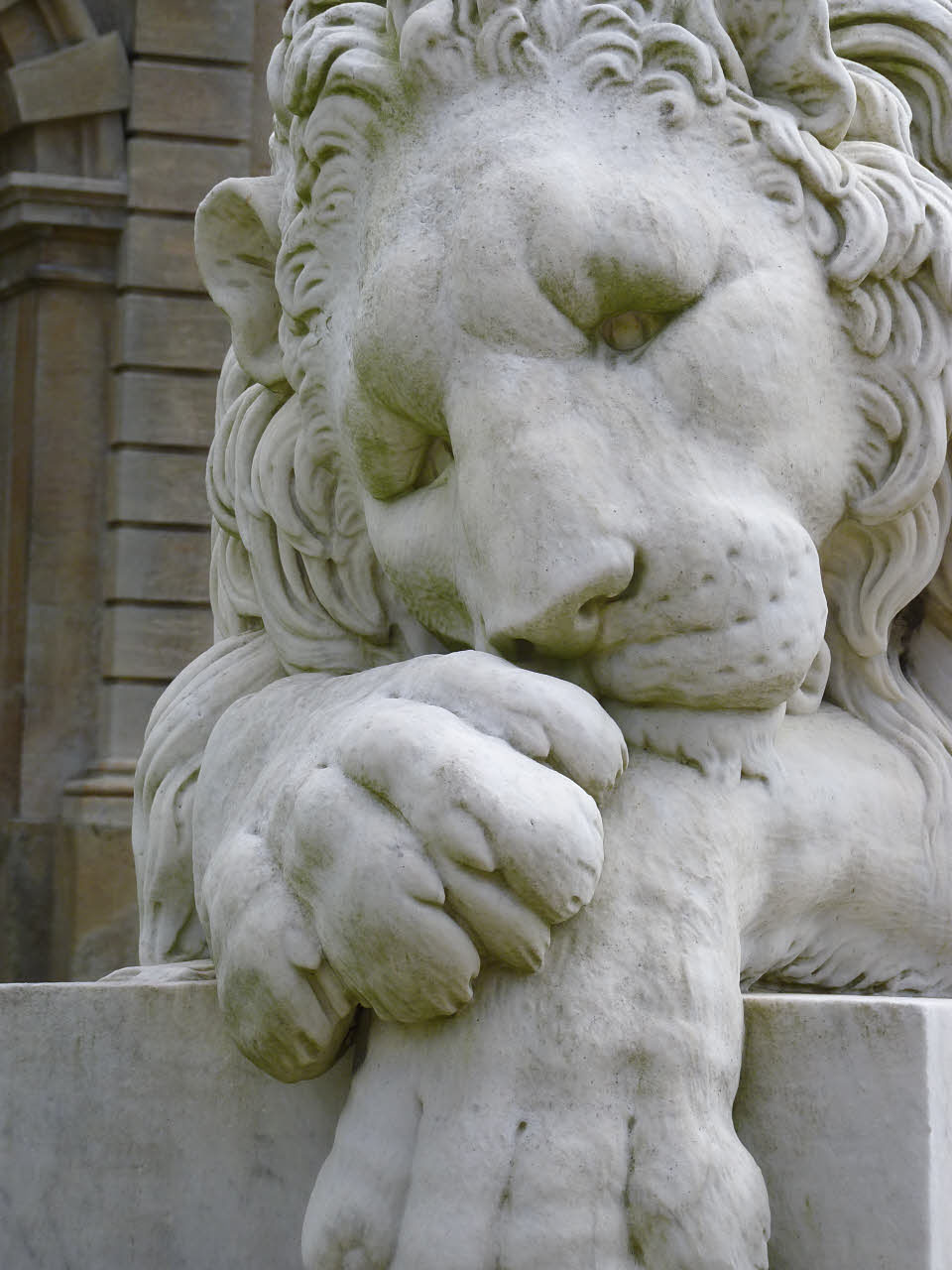
L'un des "lions de Harlaxton" - présenté par Violet Van der Elst

## Sources
- Jill Allibone, Anthony Salvin: Pioneer of Gothic Revival Architecture, Cambridge, Lutterworth Press, 1988 (ISBN 0-7188-2707-4, lire en ligne)
- Frederick Arthur Crisp, Visitation of England and Wales, London, Privately printed, 1902 (OCLC 83221880, lire en ligne)
- Jill Franklin, The Gentleman's Country House and its Plan 1835–1914, London, Routledge & Kegan Paul, 1981 (ISBN 978-0-7100-0622-6, lire en ligne)
- Mark Girouard, The Victorian Country House, New Haven, US and London, Yale University Press, 1979 (ISBN 9-780300-02390-9, lire en ligne)
- Michael Hall, The Victorian Country House, London, UK, Aurum Press, 2009 (ISBN 978-1-84513-457-0, lire en ligne)
- Simon Jenkins, England's Thousand Best Houses, London, Penguin Books, 2003 (ISBN 978-0-7139-9596-1, OCLC 813876627)
- John Nicholl, Some Account of the Worshipful Company of Ironmongers, London, Privately printed, 1866 (OCLC 249155046, lire en ligne)
- Nikolaus Pevsner, John Harris et Nicholas Antram, Lincolnshire, New Haven and London, Yale University Press, coll. « The Buildings of England », 2002 (ISBN 0-300-09620-8, lire en ligne)
- Adrian Tinniswood, Belton House, The National Trust, 1999 (ISBN 0-7078-0113-3, lire en ligne)
- Clive Wainright, Geoffrey Beard et Graddon Rowlands, Harlaxton Manor Guidebook, Norwich, Jarrold Publishing, 2000 (OCLC 729582866)
- Edward Walford, The County Families of the United Kingdom, London, R Hardwicke, 1869 (OCLC 912971264, lire en ligne)